# Demonassa
Demonassa fou filla d'Amfiarau, rei d'Argos; i d'Erifile. Casada amb Tersandre, fou mare de Tisamen.